# Petro Marko
Petro Marko (Dhërmi, 25 novembre 1913 – Tirana, 27 dicembre 1991) è stato un giornalista e scrittore albanese.
È ampiamente considerato come uno dei padri fondatori della moderna prosa albanese.

## Biografia
Nacque nel paesino di Dhërmi, nel sud dell'Albania dai genitori Marko e Zoica ed è stato allevato dalla nonna Mama Mille. Il padre si arricchi grazie al commercio del pompelmo. Gli italiani lo imprigionarono nelle isole del Tirreno dove egli si ammalò.
Nel 1924 terminò la scuola dell'obbligo, frequentando successivamente le scuole superiori presso l'Istituto Commerciale di Valona. Terminò gli studi nel 1932. Presso questo Istituto ebbe come preside, Kolë Kamsi e come docente Ernest Koliqin; in questa scuola vi erano molti professori italiani. Uno di questi insegnanti gli fece conoscere il manifesto di Karl Marx.
Dopo aver finito la scuola si recò a Tirana alla ricerca di un lavoro, fino a quando non incontra Hilë Mosin, allora Ministro della Pubblica Istruzione, che lo nominò insegnante a Dhërmi. Poi venne trasferito a Dhuvjan, nella contea di Dropullit. Restò in costante contatto con la stampa di sinistra, attraverso i giornali greci, che gli venivano consegnati dall'ufficiale e politico albanese, Asim Vokshi. In seguito ad un equivoco si trovò il pretesto per affermare che consegnò ad alcuni studenti della letteratura comunista. Accusa risultata falsa e priva di fondamento.
Fu costretto a scappare per la prima volta in Grecia. Si rifugiò a Corfù dove ebbe contatti con altri emigranti politici con a capo il dr. Omer Nishanin, politico albanese. In seguito partì per Atene dove abitava suo fratello Mimon Dhimitri, il quale si era allontanato con i figli dal paesino di Dhërmi.
Iniziò a lavorare presso la facoltà di letteratura dove ebbe alcuni contrasti con il rettore, il quale gli disse di vergognarsi in quanto era professore di albanese. Petro Marko rispose al rettore, così: "Vergognatevi voi che vivete ancora al tempo dei Bizantini!...", questa replica lo fece espellere dall'Università. In seguito Petro Marko lavorò come professore in una scuola privata. Pensò anche di recarsi in Unione Sovietica, dove all'epoca si trovavano i politici albanesi, Sejfulla Maleshova, Ali Kelmendi e Tajar Zavalani.
Tornò nell'estate 1935 quando salì al governo il liberale Mehdi Beut. Nella città di Fier si scatenò una rivolta, soffocata nel sangue sin dall'inizio e Riza Cerova, politico albanese di spicco, fu ucciso dalle truppe di Hamit Matjani. Coloro che rimasero fuggirono da Valona a Corfù.
Tornò in Albania nel novembre 1935, dopo che Ismet Toto e Branko Merxhani lo chiamarono all'apertura del giornale, organo di governo, Koha e Re. Il giornale venne chiuso dopo un articolo sui lavoratori di Kucova. Passò da un giornale all'altro, tra cui "Illiria", e nel 1936 pubblicò la rivista "ABC" in collaborazione con Branko Merxhani, Demetrio Godelli, Zavalani, Migjenin. Tale rivista venne chiusa dopo il secondo numero. Petro Marko fu internato per due settimane a Porto Palermo, e poi venne trasferito a Llogara. Lo rilasciarono solo grazie all'interessamento di Merxhani e I. Totos. Cooperò nel "Tentativo albanese" di B. Merxhani, ma si allontanò dopo che lo stesso Merxhani scrisse l'articolo, "Perché io non sono un marxista" vincolato dalla censura del tempo. In un altro giornale le sue idee apertamente di estrema sinistra a difesa del proletariato, entrarono come una spina nel fianco di Musa Jukes, che accettò di farlo vice prefetto di Himara.
Nel 1937, incontrò Migjenin, prima di partire per la Grecia, e appena giunse ad Atene prende la prima nave per Marsiglia. Si recò subito a Parigi dove incontrò Llazar Fundon e Ali Kelmendi. Divenne il comandante di un gruppo di 113 persone che si recarono ad Albacete sede del centro delle Brigate Internazionali. Nel mese di agosto del 1936 si è unito al Battaglione Garibaldi delle forze repubblicane della guerra civile spagnola insieme con altri albanesi come Mehmet Shehu, Asim Vokshi e Thimi Gogozoto.
Durante la guerra civile spagnola insieme con Skender Luarasi, figlio di Petro Nini Luarasi ha pubblicato a Madrid il giornale albanese, Vullnëtari i Lirisë, la cui pubblicazione venne interrotta dopo solo due numeri a causa dello status militare imposto a Madrid.  Successivamente Marko viene arrestato e internato.
La sua opera più nota, Hasta La Vista pubblicata a Tirana nel 1958, in gran parte influenzata dalle sue esperienze vissute nel corso della guerra civile spagnola. Nel 1940, dopo essere stato rimpatriato dalla Francia verso l'Albania venne arrestato dall'esercito italiano ed imprigionato a Bari, e inviato, insieme con 600 prigionieri ad Ustica, dove venne imprigionato dal 1941 al 1943, ed successivamente nel 1944, al Regina Coeli, prigione situata nei pressi di Roma.
Nell'ottobre del 1944 entra a far parte, come partigiano, in forza al Lëvizja Nacional Çlirimtare o Lëvizja Antifashiste Nacional Çlirimtare.
Dopo la guerra divenne redattore capo del periodico Bashkimi, poi, nel 1947 nuovamente arrestato per ordine di Koci Xoxe, il ministro della Difesa.  Fu rilasciato nel 1949, dopo la caduta di Xoxe.
Marko venne accusato di fornire informazioni riservate agli anglo-americani durante il periodo in cui lavorò come redattore capo. Il suo ultimo periodo di prigionia fu tra il maggio 1947 ed il maggio 1950. Tuttavia, rimase un idealista e antifascista. In una lettera inviata alla Corte Suprema Militare d'Albania dal carcere, affermò: "Petro Marko viene condannato a tre anni accusato dai suoi dettrattori. Per me, questa è la più grande ingiustizia, anche un crimine contro di me, perché io sono innocente e mai e poi mai, non ho portato alcun danno alle persone".
Nelle lettere inviate alla Corte Suprema, mentre era in prigione, affermò di essere stato torturato al fine di estrorcergli una confessione, altrimenti sarebbe morto.
Il periodo delle prigioni comuniste sono state descritte nella sua opera, Intervistë me vetveten: Retë dhe gurët. In quest'opera volle rendere consapevoli dell'importanza del parlato albanese nella città di Himara e di come i greci, attraverso una pesante coercizioni cerchino influenzare la gente.
Muore nel 1991, e nel 2003, il Presidente dell'Albania, Alfred Moisiu lo onora con la medaglia "Nderi i Kombit" Dal 2009 una piazza di Dhermi è dedicata alla sua memoria, mentre il principale teatro di Valona porta il suo nome.

## Opere
Ha iniziato a scrivere all'età di vent'anni e le sue prime opere sono state pubblicate su riviste del tempo con il supporto di Ernest Koliqi, suo mentore. I suoi articoli verranno pubblicati in riviste come Lirija, Shqipëria e Re, Bota e Re, e la rivista Koha e Re
Le opere più conosciute di Marko sono: il romanzo, Hasta La Vista, e Nata e Ustikës e ripubblicato con il titolo, Nje Nate e dy agime. Quest'ultimo è un romanzo di 380 pagine, che racconta la vita dei prigionieri nel campo di lavoro di Ustica, dove anche Petro Marko venne imprigionato. Molte sue opere presentano motivi e modelli surrealisti, come il suo romanzo, Qyteti i fundit raffigurante la fine dell'occupazione italiana dell'Albania.
Nel 1964 pubblicò una collezione di 204 pagine di racconti, scritti nei suoi primi anni di attività, tra il 1933 ed il 1937, dal titolo, Rrugë pa rrugë Nel 1973 il suo romanz,o Nje Emer në Kater rrugë. Il libro venne censurato e la sua pubblicazione vietata, fino al 1982.

## Titoli delle Opere
- Hasta la vista (1958)[23]
- Qyteti i fundit (1960)[24]
- Një emër në katër rrugë[25]
- "Ara në mal"[26]
- Nata e Ustikës (1989)[27]
- Shpella e piratëve[28]
- Vepra autobiografike[29]
- "Horizont"[30]
- Fantazma dhe plani 3+4[31]
- Çuka e shtegtarit[32]
- Një natë dhe dy agime[33]
- "Stina e armëve"[34]
- "Halimi" - roman[35]
- "Tregime" - tregime[36]
- "Gazetari, mbreti e uria"[37]
- "Retë dhe gurët" - 2000[38]
- Ultimatumi - 2002[39]
- Tregime të zgjedhura - 2003[40]